# 동두천중학교 축구부
동두천중학교 축구부는 서울특별시에 위치한 동북중학교의 축구부이다.

## 같이 보기
- 동두천중학교